# A535-ös autópálya (Németország)
Az A535-ös autópálya (németül: Bundesautobahn 535) egy autópálya Németországban. Hossza 14 km.